# Pálos Iván
Pálos Iván (Komárom, 1913. szeptember 3. – Esztergom, 1987. március 28.) római katolikus pap, esztergomi segédpüspök.

## Pályafutása
A ciszterciek budapesti kollégiumában, majd az esztergomi szemináriumban végzett teológiai tanulmányokat. 1936. június 21-én szentelték pappá Esztergomban.
1936-tól 1938-ig hitoktatóként működött Budapesten, majd 1938–1940-ig Szentendrén káplán, 1940–1943-ig Budapest MÁV-telepen kisegítő lelkész , 1943-tól tábori lelkész, 1944-től újra MÁV-telepen hitoktató, 1947–1956-ig Budapesten hitoktató, 1956-tól Budapest MÁV-telepen hitoktató, majd a Vörösmarty utcában kisegítő lelkész volt. 1957 és 1975 között Budapesten hitoktatási felügyelőként működött. 1963-tól címzetes esperes, 1965-ben budapesti érsekségi helynökségi titkár, 1965–1975 között Budapest érseki helynökségi provikáriusa, 1966-tól t. kanonok volt.

### Püspöki pályafutása
1975-ben esztergomi segédpüspökké nevezték ki. Ijjas József kalocsai érsek szentelte püspökké Budapesten, 1975. február 6-án. Ugyanezen évtől a papnevelő intézet rektora volt.